# Margareta Lorentzen
Eva Margareta Lorentzen, född Johansson 12 januari 1945 i Varberg, är en svensk politiker (folkpartist) och tidigare journalist. Hon var ersättare i Sveriges riksdag för Hallands läns valkrets en kortare period 1987.
Margareta Lorentzen var ledamot i kommunfullmäktige och kommunstyrelsen i Varbergs kommun 1977–1991. År 1980–1991 var hon ordförande i kommunstyrelsens personalutskott. 1978–1991 hade hon uppdrag som vice ordförande och gruppledare för folkpartiets kommunförening. Margareta Lorentzen var under de åren även vice ordförande för partiets länsförbund.
Margareta Lorentzen utbildade sig 1989–1990 på Journalisthögskolan i Göteborg och var därefter yrkesverksam på Hallandsposten och Hallands Nyheter. Efter sin pensionering återvände hon till kommunpolitiken och var 2010–2014 ordförande för kommunfullmäktige i Varberg. Dessa fyra år var hon också borgerlig vigselförrättare.
2018 belönade Liberalerna Västsverige Margareta Lorentzen med Karl Staaffs-plaketten i brons "För trogen liberal gärning".